# Teresa Ogrodzińska
Teresa Zuzanna Ogrodzińska (ur. 1951) – polska działaczka społeczna i oświatowa, prezes Fundacji Rozwoju Dzieci im. Jana Amosa Komeńskiego.

## Życiorys
Z wykształcenia filolog polski. Była krytykiem teatralnym i pracownikiem teatru lalkowego. Po wyborach w 1989 zatrudniona w sejmowym sekretariacie Obywatelskiego Klubu Parlamentarnego. Była członkinią zespołu redakcyjnego Informatora Parlamentarnego OKP i Komitetów Obywatelskich. Od początku lat 90. związana z trzecim sektorem. Była współzałożycielką Polskiej Fundacji Dzieci i Młodzieży, przez kilkanaście lat pracowała w niej jako dyrektor programowy. Zajmuje się tworzeniem programów oświatowych dla społeczności lokalnych mających na celu podnoszenie jakości edukacji oraz tworzenia usług nakierowanych na małe dzieci, a także propagowaniem edukacji małych dzieci (zwłaszcza na poziomie przedszkolnym). Jest fundatorką Fundacji Rozwoju Dzieci, została prezesem tej organizacji. Weszła także w skład rady programowej Fundacji Inicjatyw Społeczno-Ekonomicznych, w 2011 powołana w skład społecznej rady doradczej przy rzeczniku praw dziecka. Jest autorką i redaktorką publikacji poświęconych zagadnieniom wczesnej edukacji.

## Odznaczenia
W 2011 prezydent Bronisław Komorowski odznaczył ją Krzyżem Oficerskim Orderu Odrodzenia Polski. W 2018 otrzymała Odznakę Honorową za Zasługi dla Ochrony Praw Dziecka.

## Wybrane publikacje
- Dobry start. Jak wprowadzać alternatywne formy edukacji przedszkolnej? (red.), FRD, Warszawa 2008.
- Dzieci w Europie (red.), FRD, Warszawa 2008.
- Inwestujmy w małe dzieci. Dobre praktyki organizacji pozarządowych (red.), FRD, Warszawa 2009.
- Inwestujmy w małe dzieci. Gminne strategie edukacji (red.), FRD, Warszawa 2009.
- Małe dziecko – znaczenie wczesnej edukacji (red.), PFDiM, Warszawa 2000.
- Nigdy nie jest za wcześnie – rozwój i edukacja małych dzieci (red.), FRD, Warszawa 2004.
- Potrzeby naszych dzieci. Eseje o wychowaniu (red.), PFDiM, Warszawa 2002.